# Renoly Santiago

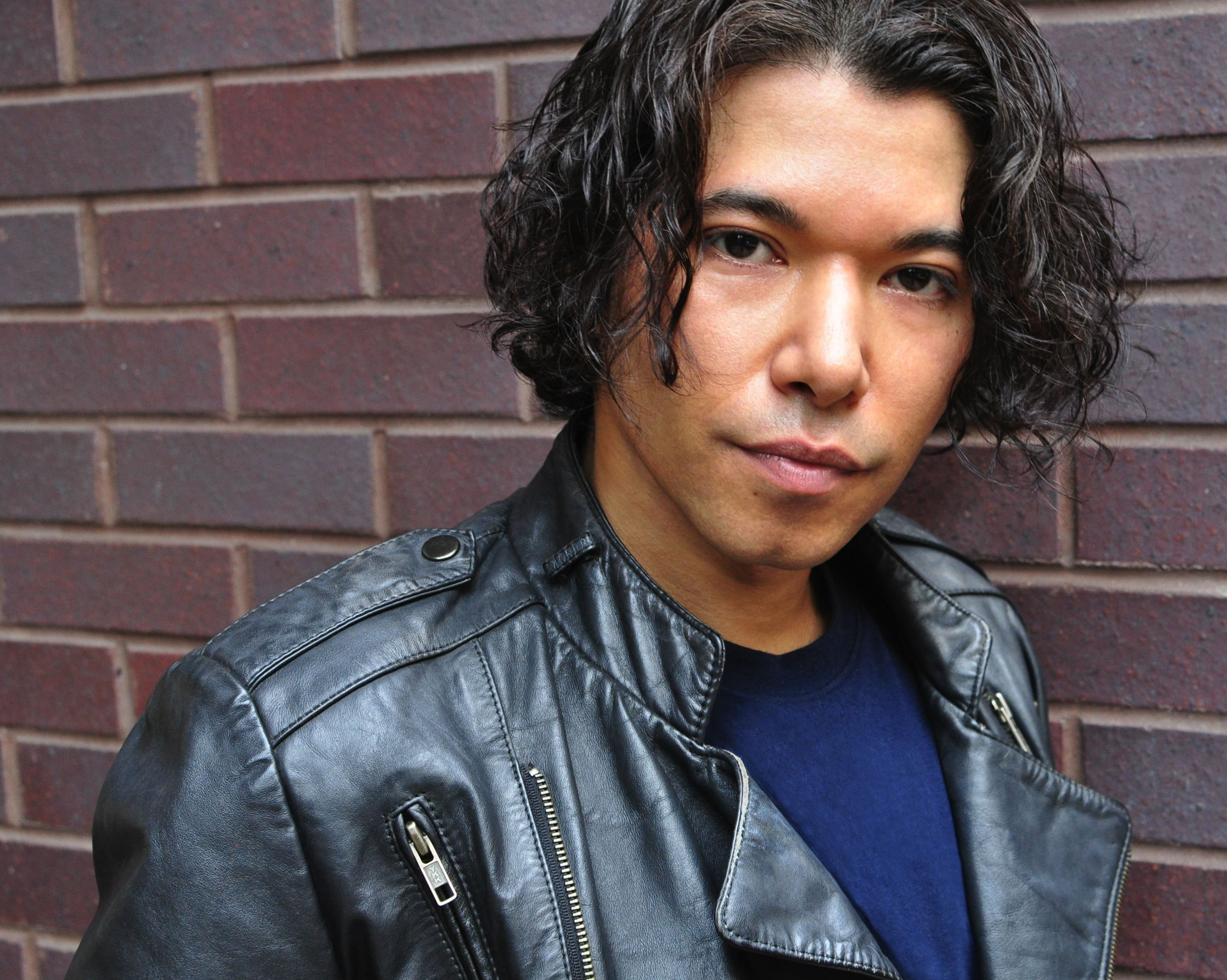
Renoly Santiago, 2011

Renoly Santiago (* 15. März 1974 in Lajas, Puerto Rico) ist ein puerto-ricanischer Schauspieler, Sänger und Autor.

## Leben
Santiago wuchs in Union City, New Jersey, auf.
Seinen ersten Auftritt als Schauspieler hatte er 1993 in der Fernsehserie CityKids. Er war Co-Autor der Emmy-nominierten Pilotfolge der Serie.
Als Sänger hat Santiago mit Künstlern wie Marc Anthony, Paul Simon, Danny Rivera und La India Aufnahmen gemacht.
Heute lebt er in New York City.

## Filmographie
- 1993: CityKids
- 1995: CBS Schoolbreak Special
- 1995: Dangerous Minds – Wilde Gedanken (Dangerous Minds)
- 1995: Hackers – Im Netz des FBI (Hackers)
- 1996: Daylight (Daylight)
- 1997: Con Air
- 2000: Punks
- 2001: Ein Hauch von Himmel (Touched by an Angel)
- 2001: Criminal Intent – Verbrechen im Visier (Law & Order: Criminal Intent)
- 2002: King Rikki
- 2013: Winners & Losers
- 2014: Grand Street
- 2015: The Networker
- 2016: The Night Of – Die Wahrheit einer Nacht (The Night Of)
- 2016: Difficult People
- 2017: The Get Down